# Rehbach (Nette)
Der Rehbach ist ein linker Zufluss der Nette (Mittelrhein) im rheinland-pfälzischen Landkreis Mayen-Koblenz.
Er hat eine Länge von 2,5 km und ein Einzugsgebiet von 8,7 km².
Der Bach entspringt in Rieden (Eifel) und speist den Waldsee (Eifel), der eine Größe von 3,5 Hektar hat und auf einer Höhe von 357 m liegt.
Bei den Riedener Mühlen mündet der Bach auf der Gemarkung von Kirchwald in die Nette.
Siehe auch: Waldseepfad Rieden